# Baller-Gerold-Syndrom
Das Baller-Gerold-Syndrom ist eine sehr seltene Erbkrankheit mit der Kombination von vorzeitigem Verschluss der Schädelnähte (Kraniosynostose) und Fehlen des Speichenknochens (Radiusaplasie).
Die Erkrankung ist nach den Erstbeschreibern von 1950 F. Baller und M. Gerold benannt.

## Verbreitung
Es handelt sich um ein autosomal-rezessives Erbleiden.
Die Häufigkeit wird auf unter 1 zu 1.000.000 geschätzt.

## Ursache
Zugrunde liegt eine Mutation des RECQL4-Genes auf dem Chromosom 8q24.3.

## Klinik
Diagnostische Kriterien sind:
- Vorzeitige (prämature) Naht-Synostose (bereits bei Geburt bestehend[4])
- Radialer Strahldefekt mit Aplasie oder Hypoplasie des Radius und Daumen, sowie den daumenseitigen Handwurzel- oder Mittelhandknochen mit Hypoplasie der Fingerstreckmuskulatur
- Minderwuchs

Zusätzlich können Skelett-Fehlbildungen an Wirbelsäule, Schulter- oder Beckengürtel, Herzfehler, Analatresie, Fehllage einer Niere, faziale Dysmorphien wie Hypertelorismus, Epikanthus, prominente Nasenwurzel, Ohrmuscheldysmorphie sowie geistige Retardierung auftreten.
In den ersten Lebensmonaten kann eine Poikilodermie auftreten.
Im Kindesalter fällt eine Aplasie oder Hypoplasie der Patella auf. Die Intelligenz ist in der Regel normal. Es besteht eine Krebsdisposition, besonders für die Entstehung von Osteosarkomen.

## Differentialdiagnose
Klinisch abzugrenzen sind das RAPADILINO-Syndrom und das Rothmund-Thomson-Syndrom, welchen jeweils die gleiche Genmutation zugrunde liegt sowie das klinisch ähnliche Saethre-Chotzen-Syndrom.
Weitere Differentialdiagnosen sind das Roberts-Syndrom, die Ulnare Hemimelie oder die häufig mit radialen Defekten einhergehende Fanconi-Anämie sowie das Fetale Valproat-Syndrom.
Eine vorhandene Poikilodermie gilt als pathognomonisch.

## Therapie
Eine kausale Behandlung ist nicht bekannt, die Kraniosynostose sollte in den ersten 6 Lebensmonaten operativ gelöst werden und gegebenenfalls kann eine Rekonstruktion des Daumens durch Transposition des Zeigefingers erfolgen.
Im klinischen Langzeitverlauf ist aufgrund des Osteosarkom-Risikos insbesondere auf Knochenschmerzen, Gangstörungen und Frakturen zu achten. Wegen eines erhöhten Hautkrebs-Risikos und erhöhter Lichtempfindlichkeit soll Sonnenexposition vermieden werden.
Der Nachweis pathogener RECQL4-Mutationen ermöglicht in weiteren Schwangerschaften eine vorgeburtliche Diagnostik.